# NGC 5828
NGC 5828 (również PGC 53618 lub UGC 9658) – galaktyka spiralna (Sc), znajdująca się w gwiazdozbiorze Wolarza. Odkrył ją Lewis A. Swift 24 czerwca 1887 roku. Jest to galaktyka z aktywnym jądrem typu LINER.
W galaktyce tej zaobserwowano supernową SN 2007T.